# День сержанта Збройних Сил України
День сержанта Збройних Сил України — свято, що відзначається в Україні 18 листопада.

## Історія
День установлений 19 квітня 2019 року Президентом України Петром Порошенком ушановуючи відданість, відповідальність та професіоналізм сержантів і старшин Збройних Сил України, їх мужність та героїзм у боротьбі за свободу, незалежність та територіальну цілісність України, з метою примноження військових традицій сержантського і старшинського складу Збройних Сил України.